# Jorge de Laodicea
Jorge de Laodicea fue un obispo arriano de la ciudad de Laodicea del siglo IV, que ejerció su cargo entre 335 hasta 347.

## Biografía
Nacido en Alejandría de Egipto, fue ordenado presbíptero por Alejandro de AlejandríaFue ordenado presbítero por Alejandro I de Alejandría. El mismo Alejandro lo excomulgó unos años después con la acusación de arrianismo. A la muerte del obispo arriano Teodoto, fue elegido en su lugar obispo de Laodicea. Fue depuesto en 347 por el Concilio de Sárdica por sostener las tesis arrianas.

## Obras
Sus obras principales son:
- 1.	Cartas a Alejandro, obispo de Alejandría, y los arrianos de la ciudad.
- 2.	Ἐγκώμιον εἰς Εὐσέβιον τὸν Ἐμισηνόν (Encomium Eusebii Emiseni).
- 3.	Una obra contra los maniqueos (perdida).